# Maków Mazowiecki
Maków Mazowiecki là một thị trấn thuộc huyện Makowski, tỉnh Mazowieckie ở trung-đông Ba Lan. Thị trấn có diện tích 10 km². Đến ngày 1 tháng 1 năm 2011, dân số của thị trấn là 9755 người và mật độ 949 người/km².